# كأس هولندا السياحية 1992
كأس هولندا السياحية 1992 هو سباق دراجات نارية أقيم بتاريخ 27 يونيو 1992 في حلبة أسن تي تي. كان الجولة الثامنة من أصل 13 في سباق الجائزة الكبرى للدراجات النارية موسم 1992. فاز أليكس كريفيل بسباق فئة 500 سي سي بينما جاء جون كوسينسكي في المركز الثاني وحصل على المركز الثالث أليكس باروس.

## وصلات خارجية
- الموقع الرسمي